# Cantón de Millau-Este
El cantón de Millau-Este era una división administrativa francesa, que estaba situada en el departamento de Aveyron y la región de Mediodía-Pirineos.

## Composición
El cantón estaba formado por tres comunas, más una fracción de la comuna que le daba su nombre:
- Aguessac
- Compeyre
- Millau (fracción)
- Paulhe

## Supresión del cantón de Millau-Este
En aplicación del Decreto n.º 2014-205 de 21 de febrero de 2014, el cantón de Millau-Este fue suprimido el 22 de marzo de 2015 y sus 4 comunas pasaron a formar parte del nuevo cantón de Millau-2.